# Lay Lady Lay

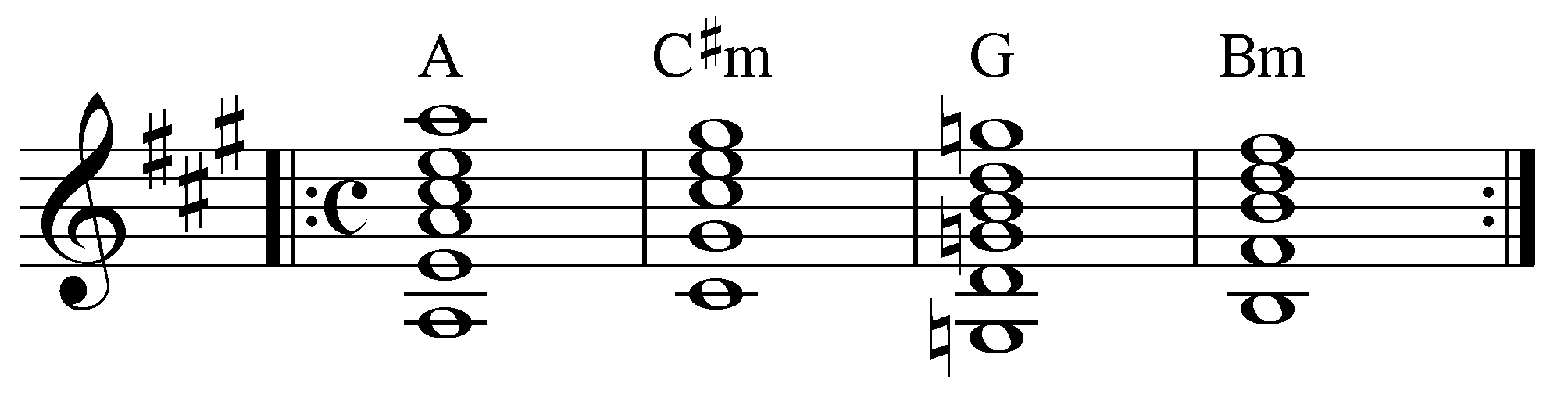
Verso de "Lay Lady Lay".

«Lay Lady Lay» es una canción escrita por el cantante estadounidense Bob Dylan y publicada en su álbum de 1969 Nashville Skyline. 

## Versiones
Decenas de versiones de esta canción han sido grabadas por otros artistas, como:
- The Byrds, en un sencillo de 1969
- Made In Sweden, en el álbum de 1969 Snakes In A Hole
- Cher, en el álbum de 1969 3614 Jackson Highway
- Ben E. King, en el álbum de 1970 Rough Edges
- The Isley Brothers, en el álbum de 1971 Givin' It Back
- Della Reese, en el álbum de 1973 Let Me In Your Life
- Neil Diamond, en el álbum de 1978 Stages: Performances 1970-2002
- Kevin Ayers, en el álbum de 1983 Diamond Jack and the Queen of Pain
- Everly Brothers, en el álbum de 1984 EB 84
- Richie Havens, en el álbum de 1986 Sings Beatles and Dylan
- Booker T. & the MG's, en el álbum de 1992 Time Is Tight
- Duran Duran, en el álbum de 1995 Thank You
- Ministry, en el álbum de 1996 Filth Pig
- Isaac Hayes, en el álbum de 1999 Tangled Up In Blues: Songs Of Bob Dylan
- Steve Howe, en el álbum de 1999 Portraits of Bob Dylan
- Eddie and Ernie, en el álbum de 2002 Lost Friends
- Cassandra Wilson, en el álbum de 2003 Glamoured
- US Maple, en el álbum de 2003 "Purple on Time"
- Magnet y Gemma Hayes, en el álbum de 2003 On Your Side, también en la película Mr. and Mrs. Smith (2005).
- Buddy Guy (con Anthony Hamilton), en el álbum de 2005 Bring 'Em In
- Maria Muldaur, en el álbum de 2006 Heart of Mine: Love Songs of Bob Dylan
- Sparta en el álbum "My Favorite Song Writers"
- Deana Carter, en el álbum de 2007 The Chain
- Lana del Rey , hace mención de la canción en su sencillo "Religion".
- Lana del Rey , en su álbum Lust for Life